# وذمة دماغية
الوذمة الدماغية أو الاستسقاء الدماغي (بالإنجليزية: Cerebral edema)‏ هي فرط تراكم السوائل (استسقاء) في المسافات داخل الخلوية وخارج الخلوية من الدماغ. يؤدي هذا نموذجيًا إلى تعطيل الوظيفة العصبية ورفع الضغط داخل الجمجمة، وقد يسبب في النهاية انضغاطًا مباشرًا للنسج والأوعية الدموية في الدماغ. تختلف الأعراض بناءً على موقع الاستسقاء وامتداده، وتشمل عمومًا الصداع، والغثيان، والتقيؤ، والنوبات، والنعاس، والاضطرابات البصرية، والدوخة إلى جانب الغيبوبة والموت في الحالات الشديدة.
تظهر الوذمة الدماغية بشكل شائع في العديد من إصابات الدماغ بما في ذلك السكتة الدماغية الإقفارية، ونزف تحت العنكبوتية، وإصابات الدماغ الرضية، والورم الدموي تحت الجافية، أو فوق الجافية أو داخل الدماغ، واستسقاء الرأس، وسرطان الدماغ، وعدوى الدماغ، ونقص صوديوم الدم، ووذمة الدماغ في المرتفعات والفشل الكبدي الحاد. يستند التشخيص إلى الأعراض ونتائج الفحوصات الجسمية ويُؤكد من خلال التصوير العصبي التسلسلي (التصوير المقطعي المحوسب والتصوير بالرنين المغناطيسي).
تعتمد معالجة الوذمة الدماغية على العامل المسبب وتشمل مراقبة كل من مجرى الهواء والضغط داخل القحف لدى المريض، والتأكد من الوضعية الملائمة، وضبط فرط التهوية، وإعطاء الأدوية، وتدبير السوائل والستيرويدات. قد يشمل تدبير الوذمة الدماغية الواسعة المعالجة الجراحية عبر قطع القحف المخفف للضغط. تُعد الوذمة الدماغية أحد الأسباب الرئيسية للتلف الدماغي وتساهم في نسبة كبيرة من معدل الوفيات الناجمة عن السكتة الدماغية الإقفارية وإصابات الدماغ الرضية.
يصعب تحديد وبائيات المرض نظرًا إلى ظهور الوذمة الدماغية في العديد من الحالات المرضية الدماغية الشائعة. يجب النظر إلى معدل وقوع المرض من ناحية أسبابه المحتملة، إذ يحدث في معظم حالات إصابات الدماغ الرضية، وأورام الجهاز العصبي المركزي، ونقص التروية الدماغية والنزف داخل الدماغ. على سبيل المثال، ظهرت وذمة الدماغ الخبيثة في 31% تقريبًا من الأشخاص المصابين بالسكتة الدماغية الإقفارية خلال 30 يوم من ظهور الأخيرة.

## العلامات والأعراض
تعتمد شدة أعراض الوذمة الدماغية وامتدادها على أسباب المرض الدقيقة، إلا أنها تتعلق عمومًا بارتفاع الضغط الحاد داخل الجمجمة. وفقًا لمذهب مونرو-كيلي، قد يؤدي تراكم الوذمة الدماغية إلى ضغط النسج الدماغية الحية، والسائل الدماغي الشوكي والأوعية الدماغية وإزاحتها، نظرًا إلى ثبات الجمجمة وانعدام مرونتها.
يُعد ارتفاع الضغط داخل القحف (آي سي بّي) حالة طارئة جراحية مهددة للحياة، إذ تشمل أعراضها المميزة الصداع، والغثيان، والتقيؤ ونقص الوعي. تترافق الأعراض في العديد من الحالات مع اضطرابات بصرية مثل شلل الحملقة الجزئي، وانخفاض الرؤية والدوخة. قد يسبب ارتفاع الضغط داخل الجمجمة ارتفاعًا تعويضيًا في ضغط الدم من أجل المحافظة على التدفق الدموي الدماغي، الذي يسبب منعكس كوشينغ عند ترافقه مع التنفس غير المنتظم ومعدل ضربات القلب المنخفض. غالبًا ما يشير منعكس كوشينغ إلى انضغاط النسج الدماغية والأوعية الدموية في الدماغ، ما يؤدي إلى انخفاض التدفق الدموي إلى الدماغ وفي النهاية الموت.

## التشخيص
تظهر الوذمة الدماغية بشكل شائع في مجموعة متنوعة من الإصابات العصبية. يصعب بالتالي تحديد مقدار المساهمة النهائية للوذمة الدماغية في الحالة العصبية للمصاب. تُعد المراقبة الدقيقة لمستوى إدراك المريض طريح الفراش ووعيه أمرًا شديد الأهمية من أجل كشف أي عجز عصبي بؤري جديد أو متفاقم، لكن يُعد هذا الأمر متطلبًا للغاية وقد يستلزم إدخال المريض إلى وحدة العناية المركزة (آي سي يو) في كثير من الأحيان.
قد تشكل الوذمة الدماغية المترافقة مع ارتفاع الضغط المستديم داخل القحف وفتق الدماغ دلالة على أحداث عصبية كارثية وشيكة الحدوث، ما يتطلب كشف الحالة وإعطاء العلاج الفوريين لمنع الإصابة أو حتى الموت. بالتالي، يمكن للتشخيص المبكر للوذمة الدماغية إلى جانب التدخل السريع تحسين النتائج السريرية، بالإضافة إلى خفض معدل الوفاة أو خطر الموت.
يعتمد تشخيص الوذمة الدماغية على ما يلي:

### التصوير
يمكن استخدام التصوير العصبي التسلسلي (تصوير «سي تي» والتصوير بالرنين المغناطيسي) في تشخيص حدوث كل من الوذمة الدماغية، أو الكتل الكبيرة، أو استسقاء الرأس الحاد أو فتق الدماغ أو استبعادها، بالإضافة إلى توفير المعلومات اللازمة حول نوع الوذمة الملاحظة وامتداد المنطقة المصابة. يُعتبر تصوير «سي تي» وسيلة التصوير المفضلة نظرًا إلى توفرها على نطاق واسع، وسرعتها ومخاطرها القليلة. مع ذلك، يُعتبر تصوير «سي تي» محدودًا فيما يتعلق بتحديد السبب الدقيق للوذمة الدماغية، إذ من الضروري اللجوء إلى تصوير الأوعية «سي تي» (سي تي إيه)، أو «إم آر آي» أو تصوير الأوعية بالطرح الرقمي (دي إس إيه) من أجل هذه الغاية. يلعب تصوير «إم آر آي» على وجه التحديد دورًا مفيدًا في التفريق بين الوذمة السامة للخلايا والوذمة وعائية المنشأ، ما من شأنه توجيه قرارات العلاج المستقبلية.

### مراقبة الضغط داخل القحف
يُعد الضغط داخل القحف (آي سي بّي) إلى جانب تدبيره مفهومًا جوهريًا في إصابات الدماغ الرضية (تي بي آي). توصي إرشادات مؤسسة رضوض الدماغ بإجراء مراقبة «آي سي بّي» لدى مرضى إصابات الدماغ الرضية ممن أظهروا درجات منخفضة على مقياس غلاسكو للغيبوبة (جي سي إس)، أو تصوير «سي تي» غير طبيعي أو عوامل خطر إضافية مثل التقدم في السن وضغط الدم المرتفع. مع ذلك، لا توجد إرشادات مماثلة لمراقبة «آي سي بّي» بالنسبة لإصابات الدماغ الأخرى مثل السكتة الدماغية الإقفارية، والنزف داخل القحف والأورام الدماغية.
أوصت الأبحاث السريرية بإجراء مراقبة «آي سي بّي» وضغط التروية الدماغية (سي بّي بّي) لدى أي شخص مصاب بإصابة دماغية ومعرض لخطر ارتفاع الضغط داخل القحف استنادًا إلى السمات السريرية والتصوير العصبي. يمكن إجراء المراقبة المبكرة من أجل توجيه القرارات الطبية والجراحية وكشف احتمال حدوث فتق الدماغ المهدد للحياة. مع ذلك، ظهرت دلائل متعارضة حول قيم «آي سي بّي» الحدية التي تستلزم التدخل. أوصت الأبحاث أيضًا باتخاذ القرارات الطبية بشكل مخصص لتشخيص محدد (مثل نزف تحت العنكبوتية، أو «تي بي آي» أو التهاب الدماغ)، وبوجوب استخدام ارتفاع الضغط داخل القحف بالترافق مع التصوير العصبي والعلامات السريرية عوضًا عن استخدامه كعلامة إنذارية منفردة.

## الأنواع
هناك أربعة أنواع للوذمة الدماغية:

### (1) وذمة سببها خلل في الأوعية الدموية
وتحدث نتيجة لانهيار التقاطعات الضيقة الغشائية التي تشكل حاجزاً بين الدم وخلايا المخ وهذا يسمح للبروتينات السوائل داخل الأوعية الدموية في الدماغ للنفاذ إلى المساحات بين الخلايا.

### (2) وذمة سببها تسمم الخلايا
في هذا النوع يظل الحاجز بين الدم وخلايا المخ متصل وبحالة جيدة ولكن ما يحدث هو خلل في الأيض الخلوي فيحدث تسرب للمياه داخل خلايا المخ وتكبر في الحجم.

### (3) وذمة سببها خلل في الضغط التنافذي
سبب هذا النوع هو نقص مصادر الطاقة في الخلية الناتج عن نقص توصيل الاكسجين وهذا بدوره يأثر على مضخة الصوديوم والبوتاسيوم مما يؤدي إلى ارتفاع نسبة الصوديوم في الخلايا أيضاً وكنتيجة لاحقة ارتفاع نسبة الكلورلمعادلة زوال الاستقطاب، بسبب ارتفاع الضغط الاسموزي في الخلايا تتضخم خلايا الدماغ نتيجة لسحبها السوائل من الوسط بين الخلوي.
الخلل في الضغط التنافذي ممكن ان يحدث أيضاً في أعضاء أخرى من جسم الإنسان لكن خطره على الدماغ أكبر ما يمكن بسبب نقص امكانية التمدد كما في الاعضاء الأخرى.

## العلاج
يتضمن العلاج :-
- مانيتول.
- مدرات للبول.
- الجراحة.